# Cattolica di Stilo
Cattolica di Stilo je bizantinska cerkev v občini Stilo v pokrajini Reggio Calabria v Kalabriji v južni Italiji. Je državni spomenik.

## Zgodovina
Cattolica (iz grščine katholikon – glavna cerkev) je bila zgrajena konec 10. stoletja. V tem času je Kalabrija pripadala Bizantinskemu cesarstvu. Vse do osvojitve Kalabrije s strani Normanov (1050–1061) je muslimanskim Saracenom večkrat uspelo zavladati posameznim krajem v Kalabriji. V bitki pri rtu Colonna leta 982, 85 km severovzhodno od Stila, je cesarja Otona II. premagala vojska Kalbitov, ki so vladali na Siciliji, potem ko je Oton II. pred tem neuspešno oblegal bizantinski upravni sedež Taranto. Kot zadnja bizantinska škofija v Kalabriji je Bova trajala do leta 1573.
Cattolica je bila matična cerkev petih župnij (župnijskih okrožij) na tem območju in je bila beneficij protopapa (nadduhovnika), ki je imel pravico do groba v cerkvi. Znaki tega so človeški ostanki z dragocenim prstanom v marmornem grobu.

## Arhitektura
Cattolica je v glavnem zgrajena iz opeke. Sledi tlorisu grškega križa, značilnim za srednji bizantinski čas. Notranjost je s štirimi stebri razdeljena na pet podobnih prostorov. Osrednji kvadrat in vogali so obokani s kupolami. Vogali imajo tamburje enakega premera, osrednja kupola pa je nekoliko višja in večja.
Zahodne stranice ležijo na prostih skalah, južni prostor, ki se zaključuje s tremi apsidami, pa stoji na treh kamnitih podstavkih. Konstrukcija je zidana.
Notranjost je bila nekoč v celoti prekrita s freskami. Leva apsida ima zvon, zgrajen leta 1577, ko je bila cerkev spremenjena v latinski obred. Notranjost ima tudi več napisov v arabščini, zaradi česar so znanstveniki domnevali, da bi se lahko uporabljal tudi kot muslimansko svetišče.
Njena tla iz marmornega mozaika so leta 1936 odnesli v Narodni muzej v Reggio di Calabria, vendar ga tam niso ponovno sestavili.

### Zunanjost
Celoten vtis stavbe je kubična oblika, okrepljena z mrežo opeke, vezane z malto. Za okras neometane stavbe je služila uporaba žgane opeke, ki je bila dražja, a lažja za obdelavo. Medtem ko je zahodni del prislonjen neposredno na golo skalo, se vzhodna fasada razširi v tri apside. Zunaj je cerkev skoraj brez okrasja. Kupole so neokrašene, razen nekaj opečnih kvadratov in dveh opečnih okvirjev v obliki ribje kosti vzdolž oken.

### Notranjost
Posebna razporeditev svetlobnih virov v notranjosti poudarja višino prostora in s tem simbolično ponazarja položaj človeka v nebeški hierarhiji. Ta razširitev prostora je poudarila tudi freske, ki so prvotno krasile cerkev.
Majhna notranjščina cerkve je razširjena s tremi apsidami proti vzhodu. Srednji (Bema) vsebuje oltar, severni (Prothesis) je rezerviran za obred evharistije, medtem ko južni (Diakonikon) služi za oblačenje duhovnikov pred liturgijo.
Nad južno apsido so leta 1577 postavili zvonik. Takrat so cerkev preuredili za latinski obred in ji dodali relief Marije z otrokom ter latinski napis. Napis se glasi: Verbum Caro Factum Est Anno Domini MCLXXVII Mater Misericordiæ (»Beseda je postala meso, ki jo je leta 1427 ustvarila Mati usmiljenja«) Prve štiri besede so del molitve Angel Gospodov (Jn 1,14).
Košček starodavnega stebra v apsidi proteze je bil uporabljen kot miza za opravljanje evharistije. Štirje stebri, ki podpirajo kupolo, počivajo na različnih podstavkih. So spolije iz starejših stavb.
V notranjosti cerkve so tudi napisi v arabski pisavi. Eden od njih spominja na Šahādo, veroizpoved islama La Ila ha Illa Alla h wahdahu (»Ni boga razen enega samega Boga«) in drugi pravi: Lilla hi al Hamdu (»Hvaljen bog«). Ni mogoče izključiti, da je bila cerkev začasno uporabljena kot muslimanska molilnica.

## Galerija
- Freska na stropu
- Freska 1
- Freska 2
- Freska 3
- Freska 4
- Freska 5
- Freska 6